# Country Club Hills (Missouri)
Country Club Hills – miasto w Stanach Zjednoczonych, w stanie Missouri, w hrabstwie St. Louis.